# Wzorowy Kierowca (Wojsko Polskie)
Wzorowy Kierowca – tytuł honorowy i odznaka nadawana żołnierzom Wojska Polskiego.
Ustanowiona rozkazem Ministra Obrony Narodowej w 1946 roku. Nadawana kierowcom wojskowych pojazdów mechanicznych za wysoką i wydajną pracę oraz troskę i dbałość o sprzęt samochodowy.  Odznaka posiadała dwie klasy: Kierowca 1 klasy i kierowca 2 klasy. Wykonawca: Mennica Państwowa.
Od 1958 roku w Wojsku Polskim wprowadzono ogólnopolską odznakę Wzorowy Kierowca. Nadawano ją kierowcom wojskowym po osiągnięciu odpowiedniej klasy specjalności.

## Opis odznaki
Wzór 1946
Tarcza zwężająca się ku dołowi, na której stylizowany orzeł, napis: WZOROWY KIEROWCA. U dołu rysunek opony samochodowej w wieńcu laurowym. Obok dwa skrzyżowane młotki. Metal posrebrzany lub brązowiony.
Wzór 1958
Tarcza czerwono emaliowana, na której widnieje napis WZOROWY KIEROWCA oraz srebrna oznaka służby samochodowej. Po bokach złote kłosy ujęte srebrnym trybem. Odznaka trzystopniowa: złota, srebrna, brązowa.
Projekt: Witold Kalicki. Wykonanie: Mennica Państwowa – Warszawa.